# 19575 Feeny
19575 Feeny (1999 LB22) là một tiểu hành tinh vành đai chính được phát hiện ngày 9 tháng 6 năm 1999 bởi Nhóm nghiên cứu tiểu hành tinh gần Trái Đất phòng thí nghiệm Lincoln ở Socorro.